# Court Line
Court Line (offiziell Court Line Aviation Ltd.) war eine britische Charterfluggesellschaft, die ihren Flugbetrieb im August 1974 eingestellt hat. Das Unternehmen entstand zum Jahresbeginn 1970 aus der Umfirmierung der Autair International Airways, die ihrerseits im Jahr 1960 aus der Argus Air Transport hervorgegangen war.

## Autair (Luton)
Das Unternehmen wurde im Januar 1957 unter dem Namen Argus Air Transport gegründet. Im Jahr 1960 erwarb Autair Helicopter Service, welche seit 1953 weltweit Bedarfsflüge mit Hubschraubern des Typs Sikorsky S-51 durchführte, das in London-Luton ansässige Unternehmen und firmierte es zur Autair (Luton) um. Autair nahm ihren Flugbetrieb Anfang 1961 mit drei Douglas DC-3 auf. Ab Sommer 1962 führte das Unternehmen auch von Berlin-Tempelhof ausgehende Charterflüge und Frachttransporte durch. Aufgrund des zunehmenden Bedarfs an Pauschalreisen wurde die Flotte durch gebraucht erworbene Flugzeuge der Typen Vickers Viking (ab 1962) und Airspeed Ambassador (ab 1963) kontinuierlich vergrößert. Die Vielzahl an internationalen Charterflügen führte am 27. September 1963 zur Umbenennung der Gesellschaft in Autair International Airways.

## Autair International Airways

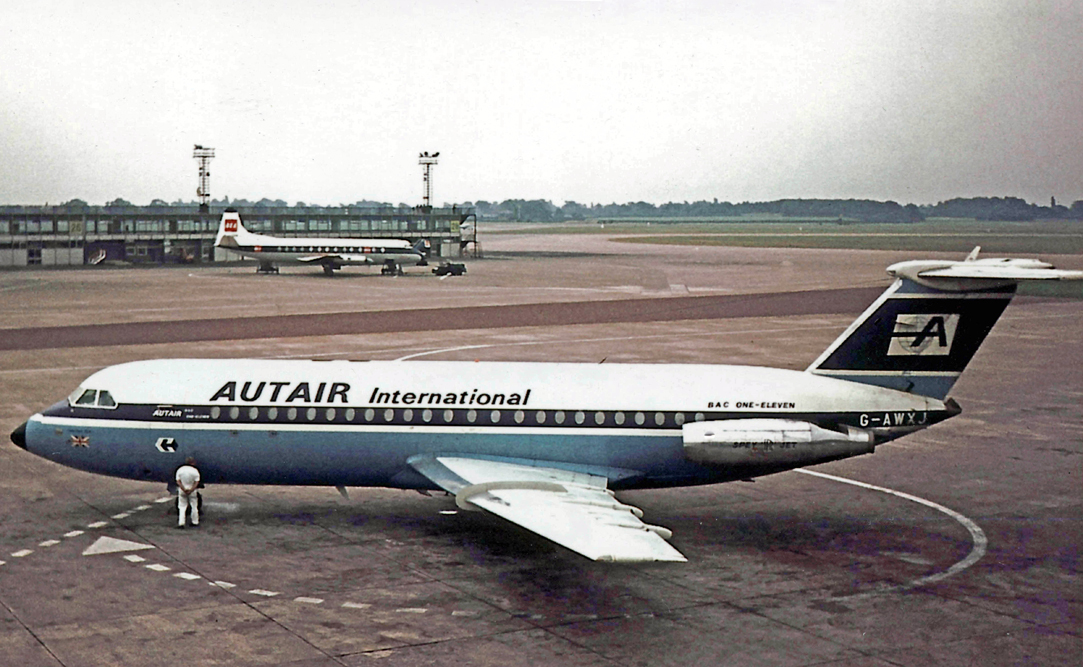
Eine BAC 111-400 der Autair International auf dem Flughafen Manchester im Jahr 1969

In Ergänzung zu den Charterdiensten begann das Unternehmen im Jahr 1963 mit dem Aufbau eines Linienflugnetzes. Zunächst wurde ab dem 1. Oktober 1963 ein täglicher Linienflug zwischen London-Luton und dem Flughafen Blackpool eingerichtet. Die Flughäfen Glasgow und Hull wurden 1966 in das Streckennetz integriert. Ihre erste internationale Linienverbindung eröffnete die Gesellschaft am 1. April 1967 zwischen Hull und Amsterdam.
Am 15. April 1965 wurde die Fluggesellschaft zum Kaufpreis von 215.000 Britischen Pfund vom britischen Reederei-Konzern Court Line Group übernommen. Durch den Konkurs der Charterfluggesellschaft Treffield International Airways konnte sich das Unternehmen im Juni 1967 zusätzliche Marktanteile sichern. Zur weiteren Expansion bestellte Autair Strahlflugzeuge des Typs BAC 111-400, die ab 1968 ausgeliefert wurden.
Am 31. Oktober 1969 stellte das Unternehmen alle Linienflugverbindungen aus wirtschaftlichen Gründen ein und konzentrierte sich ausschließlich auf touristische Charterflüge. Die nicht mehr benötigten Propellerflugzeuge wurden verkauft beziehungsweise an die Leasinggeber retourniert.

## Court Line Aviation

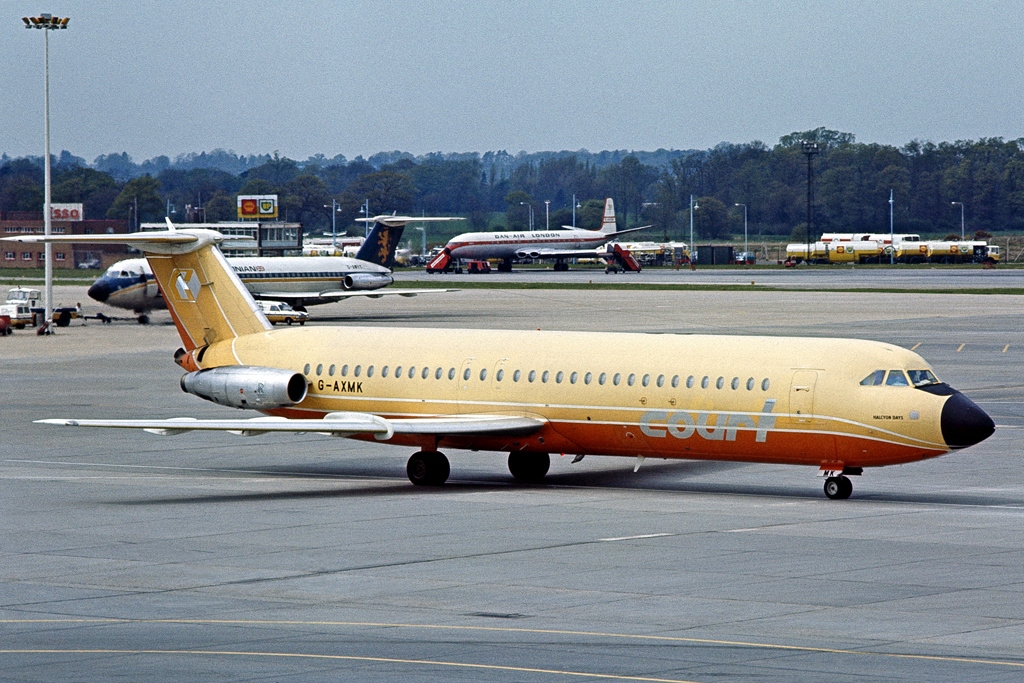
Die BAC 111-500 Halcyon Days (G-AXMK) im Jahr 1973

Am 1. Januar 1970 erfolgte die Umfirmierung der Autair International Airways zur Court Line Aviation. Gleichzeitig wurde ein vom Designer Peter Murdoch entworfenes Corporate Identity vorgestellt, das dem zeitgemäßen Erscheinungsbild einer „Urlaubsfluggesellschaft“ entsprach. Die Flugzeuge wurden hierzu in auffälligen, individuell unterschiedlichen Farben lackiert. Zudem erhielten alle Maschine einen Taufnamen, der mit dem Wort „Halcyon“ (deutsch: „friedvoll“) begann.
Anfang 1970 ersetzte die Gesellschaft ihre vorhandenen BAC 111-400 schrittweise durch die verlängerte Version BAC 111-500. Um die Passagierzahl in den neuen Flugzeugen weiter zu erhöhen, wurde auf den Einbau einer Galley verzichtet. Stattdessen erhielten die Fluggäste ihre Bordverpflegung aus Taschen, die vor Abflug in Fächern platziert wurden, welche in die Rückenlehnen der Sitzplätze eingelassen waren.
Aufgrund der weiterhin hohen Zuwachsraten im Tourismusgeschäft bestellte die Gesellschaft im Oktober 1971 zwei Lockheed L-1011 TriStar. Die Großraumflugzeuge verkehrten ab dem 1. April 1973 vorwiegend nach Spanien und machten Court Line Aviation zum europäischen Erstbetreiber dieses Flugzeugtyps. Ab November 1973 setzte das Unternehmen die Maschinen auch auf Langstreckenflügen von London-Luton nach St. Lucia ein. Nach der Ankunft in der Karibik wurden die Touristen mit Flugzeugen der Regionalfluggesellschaft LIAT weiterbefördert, die zu diesem Zweck bereits im November 1971 von der Court Line Group übernommen worden war.
Der ruinöse Preiskampf zwischen den britischen Reiseveranstaltern führte im April 1973 zum Konkurs des Touristikunternehmens Clarksons, das 40 Prozent zum Fluggastaufkommen der Court Line beitrug. Um die Auslastung der Flugzeuge zu sichern, übernahm die Gesellschaft den Reiseanbieter und dessen Verbindlichkeiten. Diese Investition zahlte sich zunächst aus: Mit über 2,2 Millionen beförderten Fluggästen wurde Court Line im Jahr 1973 zum Marktführer unter den britischen Charterfluggesellschaften. Infolge der ersten Ölkrise erhöhten sich die Betriebskosten des Unternehmens ab Herbst 1973 erheblich. Gleichzeitig brachen die Buchungszahlen auf dem britischen Touristikmarkt um 30 Prozent ein. Die Auswirkungen der Ölkrise nahmen im Verlauf des Jahres 1974 auch Einfluss auf die maritimen Geschäftsfelder der Court Line Group, so dass sich die Liquidität der gesamten Konzerngruppe verschlechterte. Am 15. August 1974 wurde das Unternehmen zahlungsunfähig. Die Einstellung des Flugbetriebs erfolgte noch am selben Tag, wodurch rund 49.000 Touristen in ihren Urlaubsländern zurückblieben.

## Flotte

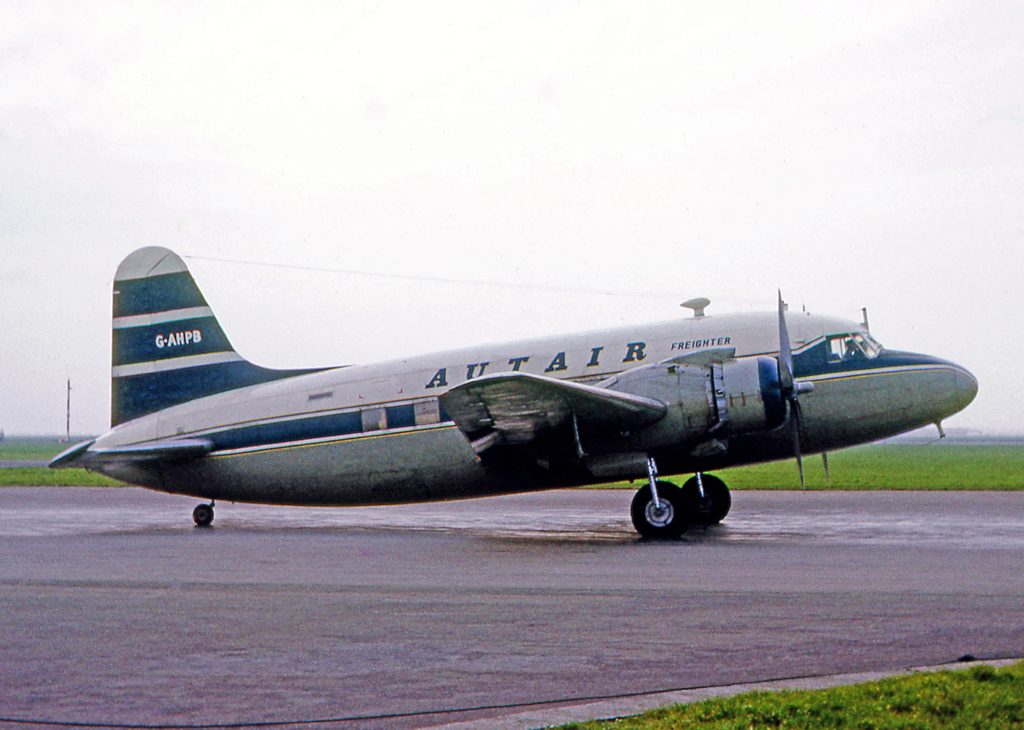
Eine als Frachtflugzeug genutzte Vickers Viking der Autair International im Jahr 1967

### Flotte bei Betriebseinstellung
Zum Zeitpunkt der Betriebseinstellung bestand die Flotte der Court Line Aviation aus zwei Lockheed L-1011 TriStar und neun BAC 111-500 (davon waren je eine verleast an Cyprus Airways und Germanair).

### Zuvor eingesetzte Flugzeuge
Autair International Airways:
- Airspeed Ambassador
- BAC 1-11-400
- Douglas DC-3
- Douglas DC-4
- Handley Page Herald
- Hawker-Siddeley HS 748
- Vickers Viking

für firmeninterne Zwecke und Trainingsflüge:
- Hawker Siddeley HS.125

Court Line Aviation:
- BAC 111-400

für firmeninterne Zwecke und Trainingsflüge:
- Bell 206
- Blackburn Beverley (gekauft zum Transport von Triebwerken, die Maschine erhielt aber keine zivile Zulassung und konnte daher nicht eingesetzt werden)
- Hawker Siddeley HS.125
- Piper PA-31

## Zwischenfälle

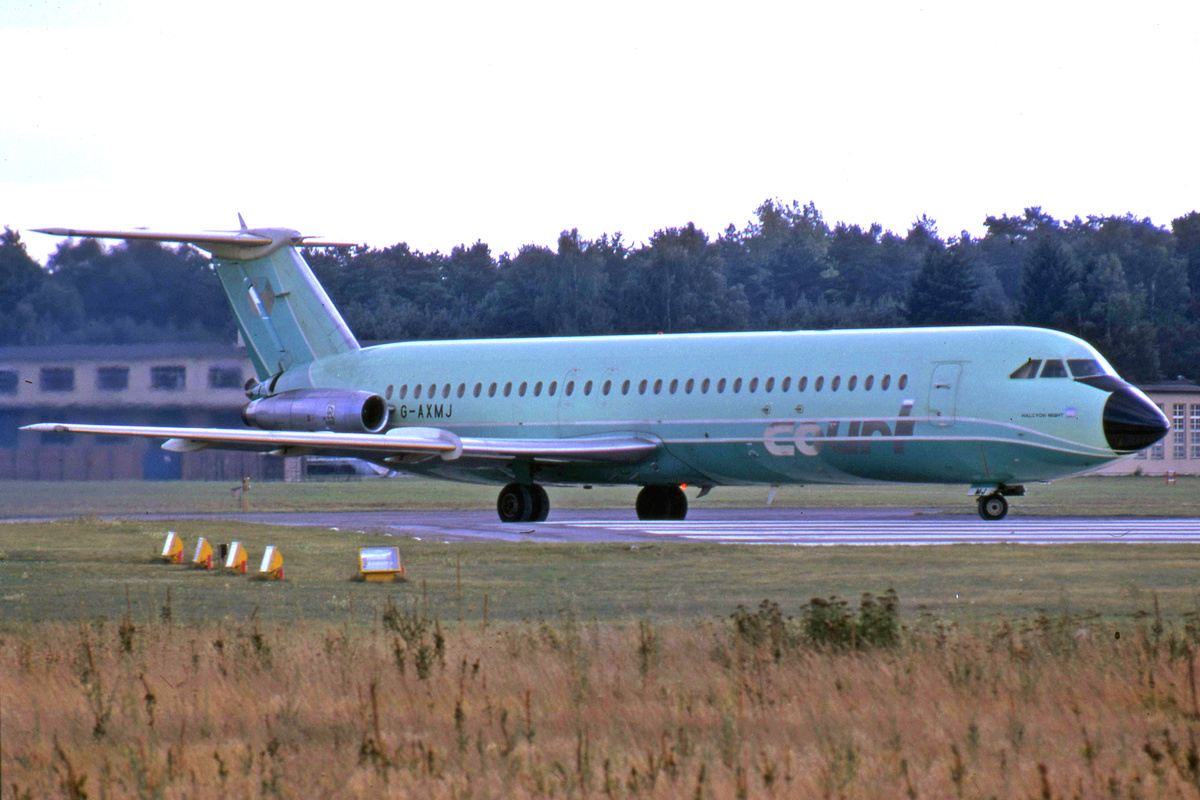
Diese BAC 111-500 der Court Line (G-AXMJ) kollidierte 1974 auf dem Flughafen Luton mit einem Privatflugzeug

- Am 14. September 1967 überrollte eine Airspeed Ambassador (Kennzeichen: G-ALZS) der Autair nach der Landung in London-Luton das Ende der Landebahn. Das Flugzeug wurde als Totalverlust abgeschrieben. Alle 69 Insassen der Maschine blieben unverletzt.[12]
- Am 23. Dezember 1967 stürzte eine Hawker Siddeley HS.125 (G-AVGW) der Autair auf einem Trainingsflug in Luton ab. Die Besatzung simulierte einen Triebwerksausfall und verlor während eines Durchstartmanövers die Kontrolle über das Flugzeug. Beide Piloten kamen bei dem Absturz ums Leben.[13]
- Am 18. April 1974 kollidierte eine BAC 111-500 (G-AXMJ) der Court Line beim Start auf dem Flughafen London-Luton mit einer Piper Aztec, die ohne Erlaubnis auf die Startbahn gerollt war. Der Pilot des Kleinflugzeuges wurde bei dem Unfall getötet und die zweite Person an Bord verletzt. Die 91 Insassen des Verkehrsflugzeugs kamen nicht zu Schaden.[14]